# Liga a II-a 2025-2026
Sezonul 2025-2026 al Ligii a II-a este cea de-a 86-a ediție al celui de-al doilea eșalon al sistemului de ligi ale fotbalului românesc. Sezonul a început pe 2 august 2025 și se va încheia în mai 2026, odată cu ultima etapă din play-off.
Programul etapelor a fost publicat pe 22 iulie 2025. Acesta constă, la fel ca în sezonul precedent, din 19 etape în sezonul regular, urmate de zece etape pentru echipele calificate în play-off și șapte pentru cele din play-out. Pauza de iarnă va fi de nouă săptămâni, după ultimul meci din etapa 17, stabilită în weekend-ul 13-14 decembrie 2025. Sezonul regular este programat sa se încheie pe 14 martie 2025. Play-off-ul și play-out-urile încep în weekend-ul 14-15 martie 2026, iar play-out-urile se vor încheia în 9-10 mai 2026 în timp ce play-off-ul o săptămână mai târziu.

## Echipe

### Schimbări la echipe
| Promovate din Liga a III-a - FC Bacău (prima participare) - CS Dinamo (prima participare) - Tunari (după 1 an de absență) - Gloria Bistrița (prima participare) - CSM Satu Mare (prima participare) Retrogradate din SuperLigă - Sepsi Sfântu Gheorghe (după 8 ani de absență) - Politehnica Iași (după 2 ani de absență) | Desființate - Viitorul-Pandurii (după 7 ani de participare) - CS Mioveni (după 2 ani de participare) Retrogradate în Liga a III-a - CSM Focșani (după 1 an de participare) Promovate în SuperLigă - FC Argeș (după 2 ani de participare) - Csíkszereda (după 6 ani de participare) - Metaloglobus București (după 8 ani de participare) |

Alte schimbări 
- ASA Târgu Mureș (preia locul lui Unirea Ungheni)
- Dumbrăvița
(preia locul lui FC Buzău)
- Câmpulung
(preia locul lui FCU Craiova)

- FC Buzău
 (desființată)
- FCU Craiova
 (fără licență pentru Liga 2)

### Stadioane
| Club                  | Locație          | Stadion           | Capacitate |
| --------------------- | ---------------- | ----------------- | ---------- |
| Steaua București      | București        | Steaua            | 31.254     |
| Ceahlăul Piatra Neamț | Piatra Neamț     | Ceahlăul          | 18.000     |
| CSM Satu Mare         | Satu Mare        | Daniel Prodan     | 18.000     |
| Corvinul Hunedoara    | Hunedoara        | Michael Klein     | 16.500     |
| CSM Reșița            | Reșița           | Mircea Chivu      | 12.500     |
| FC Bihor              | Oradea           | Iuliu Bodola      | 12.376     |
| CSM Slatina           | Slatina          | 1 Mai             | 12.000     |
| Politehnica Iași      | Iași             | Emil Alexandrescu | 11.350     |
| Chindia Târgoviște    | Târgoviște       | Eugen Popescu     | 8.400      |
| Sepsi OSK             | Sfântul Gheorghe | Sepsi             | 8.400      |
| CS Dinamo București   | București        | Arcul de Triumf   | 8.207      |
| Gloria Bistrița       | Bistrița         | Jean Pădureanu    | 7.814      |
| Concordia Chiajna     | Chiajna          | Concordia         | 5.123      |
| CSC 1599 Șelimbăr     | Cisnădie         | Măgura            | 5.000      |
| FC Voluntari          | Voluntari        | Anghel Iordănescu | 4.600      |
| Câmpulung             | Câmpulung        | Muscelul          | 3.000      |
| CS Afumați            | Afumați          | Comunal           | 2.000      |
| CS Tunari             | Tunari           | Comunal           | 1.700      |
| Metalul Buzău         | Buzău            | Metalul           | 1.573      |
| FC Bacău              | Ruși-Ciutea      | Ruși-Ciutea       | 700        |
| Dumbrăvița            | Dumbrăvița       | Ștefan Dobay      | 500        |
| ASA Târgu Mureș       | Ungheni          | Central           | 500        |

## Sezonul regular
În sezonul regular, echipele vor juca fiecare cu fiecare o singură dată (21 de meciuri pe echipă) pentru ca mai apoi să fie repartizate, pe baza clasamentului, în cea de-a doua fază a competiției, play-off sau play-out.